# Promozione Campania-Molise 1952-1953
La Promozione fu il massimo campionato regionale di calcio disputato in Campania nella stagione 1952-1953.
La nuova massima categoria regionale presentava caratteristiche innovative, dato che pur essendo gestita dalle leghe regionali, a differenza del passato la formula del torneo era decisa direttamente dalla FIGC. A ciascun girone, che garantiva al suo vincitore la promozione in IV Serie a condizione di soddisfare le condizioni economiche richieste dai regolamenti, partecipavano sedici squadre, ed era prevista la retrocessione delle quattro peggio piazzate, anche se erano possibili aggiustamenti automatici per ripartire fra le appropriate sedi locali le squadre discendenti dalla IV Serie.

## Girone A

### Squadre partecipanti
| Club                  | Città (provincia)             | Stagione precedente |
| --------------------- | ----------------------------- | ------------------- |
| A.T.A.N.              | Napoli                        |                     |
| U.S. Arzanese         | Arzano (NA)                   |                     |
| U.S. Aversana         | Aversa (CE)                   |                     |
| C.R.A.L. A.E.R.F.E.R. | Pomigliano d'Arco (NA)        |                     |
| S.S. Capua            | Capua (CE)                    |                     |
| Casale Posillipo      | Napoli                        |                     |
| U.S. Cotoniere        | Napoli                        |                     |
| Fontanelle            | Napoli                        |                     |
| S.S. Giugliano        | Giugliano in Campania (NA)    |                     |
| U.S. Gladiator        | Santa Maria Capua Vetere (CE) |                     |
| A.C. Ilva Bagnolese   | Napoli-Bagnoli                |                     |
| A.S. Ischia           | Ischia (NA)                   |                     |
| U.S. Maddalonese      | Maddaloni (CE)                |                     |
| U.S. Sessana          | Sessa Aurunca (CE)            |                     |
| U.S. Virtus Frattese  | Frattamaggiore (NA)           |                     |
| S.C. Vomero           | Napoli                        |                     |

### Classifica finale
|  | Pos. | Squadra                | Pt | G  | V  | N  | P  | GF | GS | DR |
|  | ---- | ---------------------- | -- | -- | -- | -- | -- | -- | -- | -- |
|  | 1.   | Ilva Bagnolese         | 52 | 30 | 23 | 6  | 1  | 68 | 10 |    |
|  | 2.   | Giugliano              | 45 | 30 | 19 | 7  | 4  | 56 | 25 |    |
|  | 3.   | Gladiator              | 36 | 30 | 13 | 10 | 7  | 49 | 26 |    |
|  | 4.   | Casale Posillipo       | 36 | 30 | 12 | 12 | 6  | 47 | 31 |    |
|  | 6.   | Capua (-1)             | 34 | 30 | 15 | 5  | 10 | 50 | 42 |    |
|  | 5.   | Aversana               | 32 | 30 | 13 | 6  | 1  | 46 | 37 |    |
|  | 7.   | Sessana                | 32 | 30 | 12 | 8  | 10 | 50 | 42 |    |
|  | 8.   | CRAL AERFER Pomigliano | 29 | 30 | 12 | 5  | 13 | 45 | 49 |    |
|  | 9.   | ATAN                   | 27 | 30 | 9  | 9  | 12 | 34 | 41 |    |
|  | 10.  | U.S. Virtus Frattese   | 24 | 30 | 10 | 4  | 16 | 32 | 42 |    |
|  | 11.  | Vomero                 | 24 | 30 | 9  | 6  | 15 | 37 | 50 |    |
|  | 12.  | Cotoniere              | 24 | 30 | 8  | 8  | 14 | 34 | 50 |    |
|  | 13.  | Ischia                 | 23 | 30 | 8  | 7  | 15 | 41 | 54 |    |
|  | 14.  | Fontanelle             | 23 | 30 | 8  | 7  | 15 | 35 | 52 |    |
|  | 15.  | Maddalonese            | 22 | 30 | 9  | 4  | 17 | 29 | 52 |    |
|  | 16.  | Arzanese               | 18 | 30 | 5  | 8  | 17 | 28 | 44 |    |

Legenda:
      Promosso in IV Serie 1953-1954.
  Retrocessa e in seguito riammessa.
      Retrocesso.
Regolamento:
Due punti a vittoria, uno a pareggio, zero a sconfitta.

### Verdetti
- Ilva Bagnolese promossa nella IV Serie.
- Arzanese, Maddalonese, Ischia e Cotoniere retrocesse in Prima Divisione.
- Ischia ripescata in seguito a spareggio.
- Fontanelle sciolta per fallimento.

## Girone B

### Squadre partecipanti
| Club                     | Città (provincia)              | Stagione precedente |
| ------------------------ | ------------------------------ | ------------------- |
| Alba Nocerina            | Nocera Inferiore (SA)          |                     |
| U.S. Angri               | Angri (SA)                     |                     |
| A.C. Baiano              | Baiano (AV)                    |                     |
| U.S. Battipagliese       | Battipaglia (SA)               |                     |
| C.R.A.L. Cirio           | Napoli-San Giovanni a Teduccio |                     |
| C.R.A.L. Pezzullo, Eboli | Eboli (SA)                     |                     |
| S.S. Ercolanese          | Ercolano (NA)                  |                     |
| Juve Antoniana           | Polla (SA)                     |                     |
| S.S. Juventus Stabia     | Castellammare di Stabia (NA)   |                     |
| Libertas                 | Avellino                       |                     |
| U.S. Paganese            | Pagani (SA)                    |                     |
| G.S. Pontecagnano        | Pontecagnano Faiano (SA)       |                     |
| S.S. Portici             | Portici (NA)                   |                     |
| U.P. Scafatese           | Scafati (SA)                   |                     |
| U.S. Torrese             | Torre Annunziata (NA)          |                     |
| U.S.C. Vesuvio           | Torre Annunziata (NA)          |                     |

### Classifica finale
|  | Pos. | Squadra             | Pt | G  | V  | N  | P  | GF  | GS  | DR  |
|  | ---- | ------------------- | -- | -- | -- | -- | -- | --- | --- | --- |
|  | 1.   | Cirio               | 53 | 30 | 25 | 3  | 2  | 114 | 25  | +89 |
|  | 2.   | Battipagliese       | 41 | 30 | 18 | 5  | 7  | 104 | 54  | +50 |
|  | 3.   | Ercolanese          | 40 | 30 | 17 | 6  | 7  | 71  | 33  | +38 |
|  | 4.   | Portici             | 38 | 30 | 17 | 4  | 9  | 70  | 33  | +37 |
|  | 5.   | CRAL Pezzullo Eboli | 35 | 30 | 12 | 11 | 7  | 54  | 31  | +23 |
|  | 6.   | Torrese             | 35 | 30 | 15 | 5  | 10 | 52  | 36  | +16 |
|  | 7.   | Paganese            | 33 | 30 | 13 | 7  | 10 | 48  | 45  | +3  |
|  | 8.   | Pontecagnano        | 33 | 30 | 13 | 7  | 10 | 50  | 47  | +3  |
|  | 9.   | Libertas            | 31 | 30 | 13 | 7  | 10 | 48  | 40  | +8  |
|  | 10.  | Juventus Stabia     | 27 | 30 | 10 | 7  | 13 | 48  | 49  | -1  |
|  | 11.  | Scafatese           | 26 | 30 | 11 | 4  | 15 | 40  | 68  | -28 |
|  | 12.  | Juve Antoniana      | 26 | 30 | 10 | 6  | 14 | 31  | 65  | -34 |
|  | 13.  | Angri               | 24 | 30 | 9  | 7  | 14 | 38  | 50  | -12 |
|  | 14.  | Baiano              | 16 | 30 | 6  | 5  | 19 | 34  | 86  | -52 |
|  | 15.  | Alba Nocerina       | 11 | 30 | 3  | 5  | 22 | 27  | 102 | -75 |
|  | 16.  | Vesuvio T.A.        | 9  | 30 | 4  | 1  | 25 | 36  | 101 | -65 |

Legenda:
      Promosso in IV Serie 1953-1954.
  Retrocessa e in seguito riammessa.
      Retrocesso.
Regolamento:
Due punti a vittoria, uno a pareggio, zero a sconfitta.